# Tamara Kamenszain
Tamara Kamenszain (Buenos Aires, 9 de fevereiro de 1947 — 28 de julho de 2021) foi uma poeta argentina. Integra com Arturo Carrera e Néstor Perlongher a geração dos neobarrocos.
Estudou Filosofia na década de 1970, mas abandonou o curso quando se radicou no México, em 1979. Trabalhou então como coordenadora das oficinas de poesia para bolsistas INBA-FONAPAS, até 1983, quando voltou para a Argentina. Recebeu, entre outros, o Prêmio à Trajetória Rosa de Cobre (Biblioteca Nacional da Argentina, 2014), o Prêmio da Crítica (Feira do Livro de Buenos Aires, 2013), o Primeiro Prêmio de Poesia Latino-Americana (Festival da Lira do Equador, 2011), o Prêmio Konex de Poesia (2004 e 2014) e a Medalha de Honra Pablo Neruda do Governo do Chile (2004).
Trabalhou também como jornalista, editando as seções de Cultura dos jornais La Opinión e Clarín. Foi professora da Universidade de Buenos Aires e da Universidade Autônoma do México.

## Obras

### Poesia
- De este lado del Mediterráneo  (Ediciones Noé, Buenos Aires, l973)
- Los No  (Sudamericana, Buenos Aires, l977)
- La casa grande (Sudamericana, Buenos Aires, l986)
- Vida de living  (Sudamericana, Buenos Aires, l991)
- Tango Bar (Sudamericana, Buenos Aires, 1998)
- El Ghetto (Sudamericana, Buenos Aires, 2003)
- Solos y solas (Editorial Lumen, Buenos Aires, 2005)
- El eco de mi madre (Bajo la luna, 2010)
- La novela de la poesía, poesia reunida. Prólogo de Enrique Foffani. (Adriana Hidalgo Editora, 2012)
- El libro de los divanes  (Adriana Hidalgo Editora, 2014)
- El libro de tamar (Eterna Cadencia, Buenos Aires, 2018)
- Chicas en tiempos suspendidos (Eterna Cadencia, Buenos Aires, 2021)

### Ensaios
- El texto silencioso. Tradición y vanguardia en la poesía sudamericana.  (UNAM, México, l983)
- La edad de la poesía, (Beatríz Viterbo Editora, Rosario, l996)
- Historias de amor y otros ensayos sobre poesía (Paidós, Buenos Aires, 2000)
- La boca del testimonio. Lo que dice la poesía (Norma, Buenos Aires, 2006)
- Una intimidad inofensiva: Los que escriben con lo que hay (Eterna Cadencia, Buenos Aires, 2016)
- Libros chiquitos (Ampersand, Buenos Aires, 2020)